# Юрьевы горы
Юрьевы горы — возвышенность в Татарстане, на правом берегу реки Волга, ограничены рекой Свияга на западе, Волгой на востоке, долинами Сулицы и Сухой Улемы на севере и юге. Расположение в разных источниках варьируется, нередко в них включают Богородские горы, по-видимому раньше это название распространялось в том числе и на Сюкеевские горы, т.к. ранние описания помещают Сюкеевские пещеры в Юрьевы горы.
- Юрьевская пещера, названная в честь Юрьевых гор, по современной классификации, находится в Богородских горах